# Luther Evans
Pour les articles homonymes, voir Evans.
Luther H. Evans (13 octobre 1902 à Sayersville, Texas - 23 décembre 1981 à San Antonio) est un homme politique américain, directeur général de l'UNESCO de 1953 à 1958.

## Biographie
Professeur en sciences politiques et relations internationales, il a organisé et dirigé la Historical Records Survey de la Works Projects Administration, avant d'être nommé bibliothécaire de la prestigieuse Bibliothèque du Congrès de 1945 à 1953.
Conseiller de la délégation américaine à la conférence préparatoire pour l'établissement de l'UNESCO, tenue à Londres, et par la suite membre, puis président de la Commission nationale des États-Unis pour l'UNESCO (de 1946 à 1952), il a été membre de la délégation américaine de la deuxième à la septième session de la Conférence générale et a siégé au sein du Conseil exécutif à partir de 1949, avant d'être élu Directeur général en 1953.
Au cours de son mandat, la Convention de 1954 sur la protection des biens culturels en cas de conflit armé a été adoptée, le CERN a été créé et l'emblème officiel de l'UNESCO a été approuvé par la Conférence générale. En outre, 1953 a été marqué par la création du Système des écoles associées et 1955 a vu les débuts de ce qui allait devenir le Programme de participation. Enfin, c'est pendant que Luther Evans occupait les fonctions de directeur général que le siège de l'UNESCO, Place de Fontenoy, a été conçu et édifié, puis inauguré en 1958.